# Tatarer (tyrkisk folk)
 For alternative betydninger, se Tatar.
Tatarer (tatarisk: татарлар, tr. tatarlar) er en etnisk gruppe der hovedsageligt bor i Rusland, Usbekistan, Kasakhstan, Ukraine, Kirgisistan, Tadsjikistan og Turkmenistan. Tatarer taler tatarisk et sprog der tilhører den tyrkiske gren i den altaiske sprogfamilie. Deres antal blev opgjort til 7 millioner i slutningen af det 20. århundrede.
De oprindelige tatarer ("Ta-ta") beboede den nordøstlige del af Gobiørkenen i det 5. århundrede, men da de var blevet underkastet Khitanerne i det 9. århundrede, vandrede de sydpå. I det 12. århundrede blev de undertvunget af det mongolske rige under Djengis Khan, og under ledelse af hans barnebarn, Batu Khan, flyttede de vestpå.
I Europa blev de assimileret i lokalbefolkningerne, eller også blev deres navn overført til de erobrede folkeslag: Kipchaker, Volgabulgarere, Alaner, Kimaker og andre, men navnet blev også hæftet på finsk-ugrisk talende folk, såvel som på resterne af de antikke, græske kolonier i Krim og på kaukasiere i Kaukasus.
Tatarer i Sibirien er rester af den tyrkisktalende befolkning i Ural-Altaj regionen, som til en vis grad er blandet med folk, der taler uralsk, og med mongolerne. Senere overtog hver gruppe det tyrkiske sprog og mange er også konverteret til islam. I begyndelsen af det 20. århundrede antog de fleste af disse grupper nye folkenavne, og de omtales ikke længere som tatarer bortset fra historiske sammenhænge. I dag er der kun to grupper af etniske efterkommere af den oprindelige migration mod vest i det 13. århundrede, nemlig Volgatatarerne og Krimtatarerne samt nulevende, oprindelige folk i Sibirien, såsom Chulymtatarerne, der normalt blot kaldes "tatarer".

## Tatarer iSovjetunionen
Tatarernes antal i Sovjetunionen som helhed voksede fra 1959 fra 4.968.000 til i 1970 5.931.000 og i 1979 6.317.000. Ikke desto mindre oplevede også de datidens russificering i form af indflytning af især russere til deres autonome socialistiske sovjetrepublik. Desuden havde de (som andre folkegrupper) det problem, at de ikke boede samlet men var spredt over flere sovjetrepublikker, således i 1970:
Tatariske ASSR: 1.536.000
Baškiriske ASSR: 945.000
Usbekiske SSR: 574.000
Kazakhstanske SSR: 288.000
Tšelabinsk oblast: 217.000
Sverdlovsk oblast: 176.000
Perm oblast: 169.000
Orenburg oblast: 145.000
Uljanovsk oblast: 122.000
Moskva: 109.000
Tjumenske oblast: 103.000.

### Tatariske ASSR
Allerede i 1920 oprettedes Tatariske autonome socialistiske sovjetrepublik (Tatariske ASSR) på 68.000 km2 og med Kazan som hovedstad, formelt for at bevare tatarernes sprog og kultur. Denne målsætning undergravedes imidlertid af en voldsom befolkningstilflytning fortrinsvis af russere:
|           | Folketælling 1926 | Folketælling 1939 | Folketælling 1959 | Folketælling 1970 | Folketælling 1979 | Folketælling 1989 | Folketælling 2002 |
| --------- | ----------------- | ----------------- | ----------------- | ----------------- | ----------------- | ----------------- | ----------------- |
| Tatarer   | 1.263.400 (48.7%) | 1.421.500 (48,8%) | 1.345.000 (47.2%) | 1.536.000 (49.1%) | 1.642.000 (47.6%) | 1.765.400 (48,5%) | 2.000.100 (52,9%) |
| Russere   | 1.118.800 (43,1%) | 1.250.700 (42,9%) | 1.252.000 (43.9%) | 1.329.000 (42.4%) | 1.516.000 (44.0%) | 1.575.400 (43,3%) | 1.492.600 (39,5%) |
| Tjuvasjer | 127.300 (4,9%)    | 138.900 (4,8%)    | 144.000 (5.0%)    | 153.000 (4.9%)    | 147.000 (4.3%)    | 143.200 (3,7%)    | 126.500 (3,3%)    |
| Andre     | 84.485 (3.3%)     | 104.161 (3.6%)    | 110.000 (3.9%)    | 114.000 (3.6%)    | 141.000 (4.1%)    | 166.756 (4.6%)    | 160.015 (4.2%)    |

Foruden tatarer, russere og tjuvasser bestod befolkningen især af mordviner og udmurter. Tatariske ASSR udviklede i løbet af sovjettiden en betydelig olie- og gasproduktion, samt fremstilling af blandt andet syntetisk kautsjuk, polyetylen, kemiske midler til plantebeskyttelse, filmmaterialer og kemiske forbrugerartikler i Kazan. Desuden spillede landbrug, såvel kornavl som husdyravl en betydelig rolle i republikken.

### Uzbekistanske SSR
I Uzbekistan voksede tatarernes antal i hovedtal som følger:
1959: 445.000 (5,5%)
1970: 574.000 (4.9%)
1979: 620.000 (4.2%)